# Corticaria khnzoriani
Corticaria khnzoriani es una especie de coleóptero de la familia Latridiidae.

## Distribución geográfica
Habita en Armenia.